# ای‌یو-۲۴ استالیون
ای‌یو-۲۴ استالیون (به انگلیسی: Helio_AU-24_Stallion) یک هواگرد ملخ‌پیشین تک‌موتوره از نوع ساخت شرکت Helio Aircraft Company است. هواگرد ای‌یو-۲۴ استالیون نخستین پروازش را در ۵ ژوئن ۱۹۶۴ میلادی انجام داد. در مجموع، تعداد ۲۰ فروند از این هواگرد ساخته شده‌است.